# Léon Paul Choffat
Léon Paul Choffat (14 maggio 1849 – 6 giugno 1919) è stato un geologo e paleontologo svizzero.
A partire dal 1871 studiò alla Scuola politecnica federale di Zurigo (Eidgenössische Technische Hochschule Zürich), diventando libero docente di geologia e paleontologia nel 1875. A seguito dell’incontro col geologo portoghese Carlos Ribeiro (Lisbona, 1813–1882), nel 1878 Choffat si trasferì a Lisbona, dove alcuni anni dopo prese servizio presso la Commissione Geologica del Regno. Rimase in Portogallo per ben quarant’anni, compiendo centinaia di studi in svariati settori della geologia (fra cui la stratigrafia, la paleontologia, l’idrogeologia, la tettonica), e dando un impulso fondamentale alla cartografia geologica del Portogallo. 
In suo onore è stato denominato il genere di mammiferi mesozoici Paulchoffatia. 